# 伊瓦诺·布鲁涅蒂
伊瓦诺·布鲁涅蒂（義大利語：Ivano Brugnetti，1976年9月1日—），意大利男子田径运动员。他曾代表意大利参加2000年、2004年和2008年夏季奥林匹克运动会田径比赛，其中2004年奥运会获得一枚金牌。